# Yttrebosjön
Yttrebosjön är en sjö i Hylte kommun i Småland och ingår i Nissans huvudavrinningsområde. Sjön har en area på 0,0602 kvadratkilometer och ligger 130 meter över havet.

## Delavrinningsområde
Yttrebosjön ingår i det delavrinningsområde (631673-134292) som SMHI kallar för Ovan 631781-133868. Medelhöjden är 135 meter över havet och ytan är 46,32 kvadratkilometer. Räknas de 3 avrinningsområdena uppströms in blir den ackumulerade arean 90,65 kvadratkilometer. Klubbån som avvattnar avrinningsområdet har biflödesordning 2, vilket innebär att vattnet flödar genom totalt 2 vattendrag innan det når havet efter 49 kilometer. Avrinningsområdet består mestadels av skog (74 %) och sankmarker (11 %). Avrinningsområdet har 1,03 kvadratkilometer vattenytor vilket ger det en sjöprocent på 2,2 %.